# Bernt Klaverboer
Bernt Klaverboer, né le 26 septembre 2005 à Katlijk aux Pays-Bas, est un footballeur néerlandais qui joue au poste de gardien de but au SC Heerenveen.

## Biographie

### Carrière en club
Formé au SC Heerenveen Bernt Klaverboer, évolue notamment avec les moins de 18 ans lors de la saison 2021-2022, figurant parmi les éléments les plus prometteurs du centre de formation frison.

### Carrière en sélection
Bernt Klaverboer est international néerlandais en équipe de jeunes. En avril 2022, il est sélectionné pour l'Euro 2022 avec l'équipe des Pays-Bas des moins de 17 ans, dont il est le plus jeune de ce groupe ainsi que le seul représentant du SC Heerenveen encore présent dans le groupe final.
Il est remplaçant lors de la compétition continentale. Les Pays-Bas se qualifient pour la finale du tournoi, après avoir battu l'Italie 2-1 en quart, puis avec une victoire aux tirs au but face à la Serbie en demi-finale, sur un score de 2-2 à la fin du temps réglementaire,.

## Palmarès
| Pays-Bas -17 ans - Championnat d'Europe - Finaliste en 2022 |